# Pseudoprotomima hurleyi
Pseudoprotomima hurleyi is een vlokreeftensoort uit de familie van de Caprellidae. De wetenschappelijke naam van de soort is voor het eerst geldig gepubliceerd in 1969 door McCain.